# Elecciones municipales de 2019 en Rivas-Vaciamadrid
Las elecciones municipales de 2019 se celebraron en Rivas-Vaciamadrid el domingo 26 de mayo, de acuerdo con el Real Decreto de convocatoria de elecciones locales en España dispuesto el 1 de abril de 2019 y publicado en el Boletín Oficial del Estado el 2 de abril. Se eligieron los 25 concejales del pleno del Ayuntamiento de Rivas-Vaciamadrid, a través de un sistema proporcional (método d'Hondt), con listas cerradas y un umbral electoral del 5 %.

## Resultados
La candidatura de la coalición entre Izquierda Unida Rivas, Equo y Más Madrid, encabezada por el alcalde Pedro del Cura obtuvo una mayoría simple de 7 concejales. Menor número de votos pero el mismo número de concejales obtuvo la candidatura del Partido Socialista Obrero Español encabezada por Mónica Carazo, que aumentó en 3 el número de concejales respecto a las elecciones de 2011. La tercera candidatura en número de concejales fue la de Ciudadanos-Partido de la Ciudadanía, con 5 (1 más que en 2011), seguida de las del Partido Popular, Podemos y Vox, con 2 cada una. Los resultados completos se detallan a continuación:
| Candidatura                         | Candidatura                                                      | Votos  | %                               | Escaños                         |
| ----------------------------------- | ---------------------------------------------------------------- | ------ | ------------------------------- | ------------------------------- |
|                                     | Izquierda Unida Rivas-Equo-Más Madrid (IU Rivas-Equo-Más Madrid) | 11 622 | 26,22                           | 7                               |
|                                     | Partido Socialista Obrero Español (PSOE)                         | 10 298 | 23,23                           | 7                               |
|                                     | Ciudadanos-Partido de la Ciudadanía (Cs)                         | 7694   | 17,36                           | 5                               |
|                                     | Partido Popular (PP)                                             | 4032   | 9,10                            | 2                               |
|                                     | Podemos (Podemos)                                                | 3763   | 8,49                            | 2                               |
|                                     | Vox                                                              | 3068   | 6,92                            | 2                               |
| Rivas Puede (Rivas Puede)           | Rivas Puede (Rivas Puede)                                        | 1820   | 4,11                            | 0                               |
| Actúa (PACT)                        | Actúa (PACT)                                                     | 832    | 1,88                            | 0                               |
| Vecinos por Rivas-Vaciamadrid (VxR) | Vecinos por Rivas-Vaciamadrid (VxR)                              | 825    | 1,86                            | 0                               |
| Contigo Somos Democracia (Contigo)  | Contigo Somos Democracia (Contigo)                               | 111    | 0,25                            | 0                               |
| Votos en blanco                     | Votos en blanco                                                  | 258    | 0,58                            | n/a                             |
| Votos válidos                       | Votos válidos                                                    | 44 323 | 100,00                          | 25                              |
| Votos nulos                         | Votos nulos                                                      | 171    | Participación: \| \| 71,72 % \| | Participación: \| \| 71,72 % \| |
| Votantes                            | Votantes                                                         | 44 494 | Participación: \| \| 71,72 % \| | Participación: \| \| 71,72 % \| |
| Electores                           | Electores                                                        | 62 035 | Participación: \| \| 71,72 % \| | Participación: \| \| 71,72 % \| |
|                                     | 71,72 %                                                          |        |                                 |                                 |

## Concejales electos
Relación de concejales electos:
| N.º | Nombre                                   | Lista | Lista              |
| --- | ---------------------------------------- | ----- | ------------------ |
| 1   | Pedro del Cura Sánchez                   |       | IU-Equo-Más Madrid |
| 2   | Mónica Carazo Gómez                      |       | PSOE               |
| 3   | Bernardo González Ramos                  |       | C’s                |
| 4   | Aída Castillejo Parrilla                 |       | IU-Equo-Más Madrid |
| 5   | Omar Anguita Pérez                       |       | PSOE               |
| 6   | Janette Novo Castillo                    |       | PP                 |
| 7   | José Luis Alfaro González                |       | IU-Equo-Más Madrid |
| 8   | Eva María Sánchez Rivera                 |       | C’s                |
| 9   | Vanesa Millán Buitrago                   |       | Podemos            |
| 10  | Pilar Gabina Alonso García               |       | PSOE               |
| 11  | Antonio Sanz González                    |       | Vox                |
| 12  | Yasmín Elena Manji Carro                 |       | IU-Equo-Más Madrid |
| 13  | Luis Mas Gutiérrez                       |       | C’s                |
| 14  | Juan Manuel Callejas González de Mendoza |       | PSOE               |
| 15  | Enrique Corrales López                   |       | IU-Equo-Más Madrid |
| 16  | María Luisa Pérez González               |       | PSOE               |
| 17  | Francisco José Gallardo López            |       | PP                 |
| 18  | María del Carmen Rebollo Álvarez         |       | IU-Equo-Más Madrid |
| 19  | María Teresa Cintora Conde               |       | C’s                |
| 20  | Amaya Leticia Gálvez Espinar             |       | Podemos            |
| 21  | Alberto Cabeza Saco                      |       | PSOE               |
| 22  | José Manuel Castro Fernández             |       | IU-Equo-Más Madrid |
| 23  | Mario González Parra                     |       | C’s                |
| 24  | Juan Manuel Ruiz Molina                  |       | Vox                |
| 25  | María Elena Muñoz Echeverría             |       | PSOE               |